# Julio González del Solar
Julio César González del Solar (Buenos Aires, 4 de octubre de 1916 - ib., 15 de septiembre de 1991) fue un economista argentino, que ocupó la presidencia del Banco Central de la República Argentina entre 1982 y 1983.

## Biografía
Fue primo del también economista Raúl Prebisch. Se graduó como economista en la Universidad de Buenos Aires para luego doctorarse en la misma área en la Universidad de Harvard.
Trabajó en el Banco Central entre 1935 y 1946, institución en la que también se desempeñó como vicepresidente entre 1959 y 1961. Entre 1957 y 1959 fue asesor del Ministerio de Hacienda. También se desempeñó como asesor del gobierno guatemalteco, del Banco Mundial y del Fondo Monetario Internacional.
El 26 de agosto de 1982 fue designando al frente del Banco Central por el presidente de facto Reynaldo Bignone, en reemplazo de Domingo Cavallo. 
El 17 de noviembre de 1982 publica la circular A251 mediante la cual estatiza aprox. 17.000 millones de dólares de deuda de empresas privadas. Sin embargo esta medida ha sido atribuida erróneamente en múltiples ocasiones a su antecesor en el cargo (Cavallo) quien lo ha desestimado.

Es una verdadera infamia que se me siga atribuyendo la decisión de estatizar la deuda privada, porque no sólo no fui quien la decidió, sino que fui el primero que denuncié que quien me había reemplazado en el Banco Central se proponía a hacerlo.
Domingo Cavallo

En 1983 González del Solar fue procesado en una causa sobre la renogociación de la deuda externa. El juez federal Pinto Kramer ordenó su detención aunque fue liberado al poco tiempo.